# Буйко, Тамаш
Тамаш Буйко (2 декабря 1962, Будапешт — 21 марта 2008, Лондон) — венгерский дзюдоист, чемпион и призёр чемпионатов Венгрии, призёр чемпионатов Европы, мира и Игр доброй воли, участник летних Олимпийских игр 1988 года в Сеуле.

## Убийство
Тамаш Буйко был убит в Лондоне. Убийца Ференц Ифи плеснул ему в лицо кислоту, а затем стал наносить удары ножом. Убийство произошло возле станции метро Садбери-хилл около пяти часов вечера в присутствии пассажиров, просивших убийцу остановиться. Всего Ифи нанёс Тамашу 17 ранений. Убийца был приговорён к пожизненному заключению.